# Universíada de Inverno de 2021
A XXX Universíada de Inverno seria realizado em seis cantões da Suíça, sendo o principal o de Lucerna. Esta proposta foi a única candidata ao evento e foi ratificada em 5 de março de 2016. Seria a segunda vez que a Universíada de Inverno será realizada no país e a primeira vez no resort de Villars-sur-Ollon no cantão de Vaud.

## Processo de candidatura
Em 1 de outubro de 2014, a FISU abriu o processo de seleção para as sedes das Universíada de Inverno e de Verão de 2021. Durante a Universíada de Inverno de 2015, a FISU recebeu as notícias de uma candidatura conjunta entre Belarus e a Polônia. Caso, essa candidatura avançasse esta seria a segunda vez na história em que a Universíada de Inverno seria realizada em dois países. Na Universíada de Inverno de 2003, o resort italiano de Tarvisio, foi a sede principal do evento, mas devido a alguns problemas de infraestrutura em alguns locais que faziam parte do planejamento original, alguns eventos foram transferidos para as cidades austríacas de Bischofshofen e Villach. O segundo país a anunciar as suas intenções foi a Suíça com uma proposta descentralizada, na qual os locais de competição estariam espalhados pelo centro do país envolvendo os cantões de Lucerna, Uri, Zug, Schwyz e Obwald, a proposta também envolvia a cidade de Arosa, no cantão dos Grisões. A sede principal seria Lucerna, que além das cerimônias de abertura e encerramento, sediará a patinação artística e a patinação de velocidade em pista curta.
Em 5 de março de 2016, a FISU anunciou que só a candidatura suíça havia entregue a documentação necessária e após a visita de avaliação nos locais de competição propostos, a entidade ratificou a proposta única.

## Adiamento
Em 31 de agosto de 2020, foi expedido de forma conjunta entre a FISU e o Comitê Organizador um comunicado no qual foi anunciado o adiamento por tempo indeterminado do evento, motivado pela pandemia de COVID-19. Neste mesmo documento é anunciado que haverá uma negociação entre as partes envolvidas para a remarcação do evento dando um prazo para o anúncio das novas datas até outubro de 2020.

## Cancelamento
O evento foi cancelado devido as restrições de viagem causadas pela variante ômicron da COVID-19. Segundo Eric Saintrond, secretário-geral e CEO da FISU, era um plano B sediar o evento e que não era mais possível adiar esses jogos, que eram agendados para esta data.

## Modalidades

### Obrigatórias
As modalidades obrigatórias são determinadas pela Federação Internacional do Esporte Universitário (FISU) e, salvo alteração feita na Assembleia Geral da FISU, valem para todas as Universíadas de Inverno. Esta será a primeira edição na qual o esqui estilo livre fará parte do programa compulsório (ele havia sido escolhido como esporte opcional pelo Comitê Organizador). Esta edição também marcará a primeira participação das provas de "big air" no esqui estilo livre e tambem no snowboarding. Em 5 de março de 2019, na reunião executiva do comitê executivo da FISU, durante a Universíada de Inverno de 2019, foi recomendada pela entidade a inclusão de mais alguns eventos no programa do esqui estilo livre como o moguls e o dual moguls, e adição do esqui de orientação. A expansão do programa foi oficialmente anunciada em julho de 2019, durante a Universíada de Verão do mesmo ano.
| - Biatlo (9) - Curling (2) - Esqui alpino (12) | - Esqui cross-country (11) - Esqui estilo livre (6) - Hóquei no gelo (2) | - Patinação artística (5) - Patinação de velocidade em pista curta (8) - Snowboard (10) |

### Opcionais
As modalidades opcionais são determinadas pela Federação Nacional de Esportes Universitários (National University Sports Federation - NUSF) do país organizador e devem ser de, no mínimo, três esportes.
- Esqui de orientação (7)